# Y'All Want a Single
Y'All Want a Single è un singolo promozionale del gruppo musicale statunitense Korn, estratto dal sesto album in studio Take a Look in the Mirror e pubblicato nel 2004.

## La canzone
La canzone è una dedica umoristica alla Sony Music, che al gruppo aveva chiesto di "scrivere una radio hit" per il loro album. Fu scelta come singolo grazie alla votazione da parte di alcuni fan, sul forum ufficiale dei Korn.

## Video musicale
Il video, diretto da Andrews Jenkins, presenta una folla inferocita mentre distrugge un negozio di dischi per rivolta verso l'industria musicale. Inizia con i Korn che entrano in negozio, distruggono tutti i nastri e cd, e scoprono di essere loro stessi "venduti". Il tema del video è in tema con quello della canzone, e critica l'attenzione eccessiva che la discografia e le etichette di settore riserverebbero all'immagine dei musicisti, e la concentrazione monopolistica di radio e canali video in poche mani. Per la sua realizzazione sono stati spesi 150.000 dollari.

## Tracce
1. Y'All Want a Single (Album Version) – 3:17
2. Y'All Want a Single (Suck That Clean Version) – 3:17

## Formazione
- Jonathan Davis - voce
- Wally Balljacker - batteria
- James the Gorilla - chitarra
- Sir Headly - chitarra
- Dog - basso

## Classifiche
| Classifica (2004)             | Posizione massima |
| ----------------------------- | ----------------- |
| Stati Uniti (mainstream rock) | 23                |